# Cotinga
Cotinga es un género de aves paseriformes perteneciente a la familia Cotingidae que agrupa a siete especies nativas de la América tropical (Neotrópico), cuyas áreas de distribución se encuentran desde las costas del golfo de México, a través de América Central y del Sur hasta el norte de Bolivia y la Amazonia brasileña, con una especie (C. maculata), endémica del sureste de Brasil. A sus miembros se les conoce por el nombre popular de cotingas.

## Etimología
El nombre genérico femenino «Cotinga» deriva del nombre de la especie tipo del género, Ampelis cotinga, cuyo nombre específico por su vez deriva del tupí «catingá» quer significa ‘ave colorida y brillante de la selva’.

## Características
Las aves de este género son cotíngidos medianos, midiendo entre 18 y 20 cm de longitud. Están entre las más bonitas de todas las aves neotropicales; todas presentan un fuerte dimorfismo sexual con el plumaje de los machos que exhibe coloración azul vívido, con áreas púrpura. Las hembras son mucho más opacas que los machos y son principalmente de color marrón, a menudo con bordes pálidos en las plumas que les da una apariencia de escamado o moteado. Ver los machos es siempre un desafío, aunque aves en plumaje más apagado, hembras o machos juveniles son notados con más frecuencia. Tienen una cabeza arredondada característica con ojos grandes que les da una expresión de palomas. Sus zonas de distribución son principalmente alopatricas, o sea no se sobreponen, salvo pocas excepciones. Habitan en el dosel de selvas húmedas tropicales de baja altitud, y pueden ser vistas encaramadas en lo alto, especialmente durante la mañana temprana, en ramas abiertas, en árboles fructíferos, algunas veces con otras especies de cotíngidos. Su dieta es enteramente frugívora. El vuelo, en picada, es rápido y directo, los machos algunas veces producen un ruido como silbido o rateado, aparentemente con las alas. El color azul es producido por las burbujas de aire en las plumas que dispersan la luz.

## Taxonomía
Berv & Prum (2014) produjeron una extensa filogenia para la familia Cotingidae reflejando muchas de las divisiones anteriores e incluyendo nuevas relaciones entre los taxones, donde se propone el reconocimiento de cinco subfamilias. De acuerdo a esta clasificación, Cotinga pertenece a una subfamilia Cotinginae Bonaparte, 1849, junto a Gymnoderus, Procnias, Lipaugus (incluyendo Tijuca), Porphyrolaema, Conioptilon, Xipholena y Carpodectes. El Comité de Clasificación de Sudamérica (SACC) aguarda propuestas para modificar la secuencia linear de los géneros y reconocer las subfamilias. El Comité Brasileño de Registros Ornitológicos (CBRO), en la Lista de las aves de Brasil - 2015 ya adopta esta clasificación.

## Lista de especies
Según las clasificaciones del Congreso Ornitológico Internacional (IOC), y Clements Checklist/eBird, el género agrupa a las siguientes especies con el respectivo nombre popular de acuerdo con la Sociedad Española de Ornitología (SEO):
| Imagen | Nombre científico  | Autor                  | Nombre común        | Estado de conservación | Distribución |
| ------ | ------------------ | ---------------------- | ------------------- | ---------------------- | ------------ |
|        | Cotinga amabilis   | Gould, 1857            | cotinga azulejo     | LC                     |              |
|        | Cotinga ridgwayi   | Ridgway, 1887          | cotinga turquesa    | VU                     |              |
|        | Cotinga nattererii | (Boissonneau, 1840)    | cotinga azul        | LC                     |              |
|        | Cotinga maynana    | (Linnaeus, 1766)       | cotinga mayna       | LC                     |              |
|        | Cotinga cotinga    | (Linnaeus, 1766)       | cotinga pechimorado | LC                     |              |
|        | Cotinga maculata   | (Statius Müller, 1776) | cotinga maculado    | CR                     |              |
|        | Cotinga cayana     | (Linnaeus, 1766)       | cotinga celeste     | LC                     |              |

## Estado de conservación
La deforestación es una amenaza para los miembros de este género. Cotinga ridgwayi es considerada una especie vulnerable y Cotinga maculata como en peligro crítico de extinción, por la Unión Internacional para la Conservación de la Naturaleza (IUCN).